# Лар (Штайнфурт)
Лар (нем. Laer) — община в Германии, в земле Северный Рейн-Вестфалия.
Подчиняется административному округу Мюнстер. Входит в состав района Штайнфурт. Занимает площадь 35,05 км².
Община подразделяется на 2 сельских округа — Лар и Хольтхаузен.

## История
Первое упоминание о Ларе датируется 1134 годом в документе епископа Вернера.

## Население
Население составляет 6286 человек (на 31 декабря 2009 года).
| Год  | Численность | Численность |
| ---- | ----------- | ----------- |
| 1975 | 4955        | [ 4 ]       |
| 2015 | 6721        |             |
| 2017 | 6768        | [ 2 ]       |
| 2019 | 6799        | [ 5 ]       |
| 2021 | 6668        | [ 6 ]       |
| 2022 | 6805        | [ 7 ]       |
| 2023 | 6930        | [ 3 ]       |